# (954) Li
(954) Li ist ein Asteroid des äußeren Hauptgürtels, der am 4. August 1921 vom deutschen Astronomen Karl Wilhelm Reinmuth an der Landessternwarte Heidelberg-Königstuhl bei einer Helligkeit von 12,2 mag entdeckt wurde. Nachträglich konnte der Asteroid bereits auf Aufnahmen gefunden werden, die im Oktober und November 1905 am gleichen Ort und im April 1920 am Union-Observatorium in Johannesburg gemacht worden waren.
Der Asteroid wurde benannt zu Ehren von Lina Reinmuth, geb. Alstede (1904–1984), der Frau des Entdeckers (auch (955) Alstede wurde nach ihr benannt).
Aufgrund ihrer Bahneigenschaften wird (954) Li zur Themis-Familie gezählt.

## Wissenschaftliche Auswertung
Aus Ergebnissen der IRAS Minor Planet Survey (IMPS) wurden 1992 erstmals Angaben zu Durchmesser und Albedo für zahlreiche Asteroiden abgeleitet, darunter auch (954) Li, für die damals Werte von 58,0 km bzw. 0,06 erhalten wurden. Eine Auswertung von Beobachtungen durch das Projekt NEOWISE im nahen Infrarot führte 2011 zu vorläufigen Werten für den Durchmesser und die Albedo im sichtbaren Bereich von 52,1 km bzw. 0,06. Nachdem die Werte  2012 auf 58,8 km bzw. 0,05 geändert worden waren, wurden sie 2014 erneut auf 49,7 km bzw. 0,06 korrigiert.
Eine spektroskopische Untersuchung von 820 Asteroiden zwischen November 1996 und September 2001 am La-Silla-Observatorium in Chile ergab für (954) Li eine taxonomische Klassifizierung als C- bzw. Cb-Typ.
Die Rotationsperiode konnte durch photometrische Beobachtungen zwischen 1999 und 2007 am Astronomischen Institut der Nationalen W.-N.-Karasin-Universität Charkiw und am Krim-Observatorium in Simejis zu 7,207 h bestimmt werden.
Im Jahr 2023 wurde aus photometrischen Messungen von Gaia DR3 erstmals ein dreidimensionales Gestaltmodell des Asteroiden für zwei alternative Rotationsachsen mit retrograder Rotation und einer Periode von 14,4099 h berechnet.

## Asteroidenpaar
(954) Li bildet mit dem Asteroiden (1898) Cowell ein quasi-complanares Asteroidenpaar. Sie besitzen sehr ähnliche Bahnelemente, d. h. ihre Bahnformen sind fast gleich und sie bewegen sich nahezu in der gleichen Bahnebene, allerdings sind ihre Apsidenlinien deutlich gegeneinander verdreht. (1898) Cowell besitzt eine geringfügig größere Umlaufzeit um die Sonne als (954) Li, so dass er von dieser etwa alle 680 Jahre überholt wird. Für einen Zeitraum von etwa 90 Jahren führen die beiden Asteroiden dann als Quasisatelliten eine Pendelbewegung umeinander aus, allerdings ohne gravitativ aneinander gebunden zu sein, bevor sie sich wieder voneinander entfernen. In den 1000 Jahren um die derzeitige Epoche herum kommen sich die beiden Körper aber nicht näher als 3,6 Mio. km.